# Osimo
Osimo (łac. Auximum) – miejscowość i gmina we Włoszech, w regionie Marche, w prowincji Ankona.
Według danych na styczeń 2010 gminę zamieszkiwało 33 270 osób przy gęstości zaludnienia 315,6 os./1 km².